# جوزيف باركر (مبارز بالسيف)
جوزيف باركر (بالإنجليزية: Joseph Parker)‏ هو مبارز بالسيف أمريكي، ولد في 25 ديسمبر 1889 في فيلادلفيا في الولايات المتحدة، وتوفي في 30 نوفمبر 1951 في برين مار ‏ في الولايات المتحدة.

## وصلات خارجية
- جوزيف باركر على موقع أوليمبيديا (الإنجليزية)